# Коркумело (Л'Аквила)
Коркумело (итал. Corcumello) је насеље у Италији у округу Л'Аквила, региону Абруцо.
Према процени из 2011. у насељу је живело 239 становника. Насеље се налази на надморској висини од 782 м.